# Condado de Lamar (Texas)
El condado de Lamar es uno de los 254 condados del estado estadounidense de Texas. La sede del condado es París. El condado tiene un área de 2,414 km²(de los cuales 39 km² están cubiertos por agua) y una población de 48499 habitantes, para una densidad de población de 20 hab/km² (según censo nacional de 2000). Este condado fue fundado en 1841.

## Geografía

### Vías principales
- Autopista nacional 82 U.S. Highway 82
- Autopista nacional 271
- Autopista estatal 19 / Autopista estatal 24

### Condados vecinos
- Choctaw  (norte)
- Red River  (este)
- Delta  (sur)
- Fannin  (oeste)
- Bryan  (noroeste)

## Demografía
Para el censo de 2000, había  personas, 19.077 cabezas de familia, y 13.468 familias residiendo en el condado. La densidad de población era de 53 habitantes por milla cuadrada.
La composición racial del condado era:
- 82.46% blancos
- 13.47% negros o negros americanos
- 1.08% nativos americanos
- 0.40% asiáticos
- 0.02% isleños
- 1.17% otras razas
- 1.41% de dos o más razas.

Había 19.077 cabezas de familia, de las cuales el 32.30% tenían menores de 18 años viviendo con ellas, el 54.00% eran parejas casadas viviendo juntas, el 13.20% eran mujeres cabeza de familia monoparental (sin cónyuge), y 29.40% no eran familias.
El tamaño promedio de una familia era de 2 miembros.
En el condado el 26.10% de la población tenía menos de 18 años, el 8.60% tenía de 18 a 24 años, el 26.80% tenía de 25 a 44, el 22.90% de 45 a 64, y el 15.60% eran mayores de 65 años. La edad promedio era de 37 años. Por cada 100 mujeres había 91.30 hombres. Por cada 100 mujeres mayores de 18 años había 86.80 hombres.

### Evolución demográfica
A continuación se presenta una tabla que muestra la evolución de la población entre 1900 y 1990
| Año        | 1900  | 1910  | 1920  | 1930  | 1940  | 1950  | 1960  | 1970  | 1980  | 1990  |
| ---------- | ----- | ----- | ----- | ----- | ----- | ----- | ----- | ----- | ----- | ----- |
| Habitantes | 48627 | 46544 | 55742 | 48529 | 50425 | 43033 | 34234 | 36062 | 42156 | 43949 |

## Economía
Los ingresos medios de una cabeza de familia del condado eran de USD$31.609 y el ingreso medio familiar era de $38.359. Los hombres tenían unos ingresos medios de $30.539 frente a $21.095 de las mujeres. El ingreso per cápita del condado era de $17.000. El 12.80% de las familias y el 16.40% de la población estaban debajo de la línea de pobreza. Del total de gente en esta situación, 22.50% tenían menos de 18 y el 14.30% tenían 65 años o más.

## Localidades
| - Arthur City (no incorporada) - Blossom - Brookston (no incorporada) - Chicota (no incorporada) - Cunningham (no incorporada) - Deport (parcialmente en el condado de Red River) - Paris - Pattonville (no incorporada) | - Petty (no incorporada) - Powderly (no incorporada) - Reno - Roxton - Sumner (no incorporada) - Sun Valley - Toco |

## Educación
Los siguientes distritos escolares independientes sirven al condado:
- Chisum (pequeña porción en el condado de Delta)
- Fannindel (mayor parte en los condados de Delta y Fannin; pequeña porción en Hunt)
- Honey Grove (mayor parte en el condado de Fannin)
- North Lamar
- Paris
- Prairiland (pequeña porción en el condado de Red River)
- Roxton